# Григор Цветанов
Григор (Глигор) Цветанов или Цветков (изписване до 1945 година: Григоръ Цвѣтановъ, Цвѣтковъ) е български революционер, деец на Вътрешната македоно-одринска революционна организация и на Вътрешната македонска революционна организация.

## Биография
Цветанов е роден в в 1896 година в паланечкото село Конопница, тогава в Османската империя. Получава основно образование. Влиза във ВМОРО. В 1914 година се сражава с новите сръбски власти с четата на Трайко Павлов. През януари на следната 1915 година навлиза в Македония с четата на Петко Стефанов.
След Първата световна война, когато родния му край е върнат на Сърбия, се присъединява към възстановената ВМРО. Загива в сражение на 18 април 1926 година.